# باهرة أشطائية
باهرة أشطائية (الاسم العلمي: Agave sobolifera) هو نوع من النباتات يتبع جنس الباهرة من الفصيلة الهليونية.